# Rhomphaea lactifera
Rhomphaea lactifera är en spindelart som beskrevs av Simon 1909. Rhomphaea lactifera ingår i släktet Rhomphaea och familjen klotspindlar.
Artens utbredningsområde är Vietnam. Inga underarter finns listade i Catalogue of Life.